# Шикутими Сагенинс
«Шикутими Сагенинс» (англ. Chicoutimi Saguenéens, фр. Saguenéens de Chicoutimi) — молодёжный хоккейный клуб, базирующийся в Шикутими, в одном из районов города Сагеней. Выступает в Главной юниорской хоккейной лиге Квебека (QMJHL), входящей в Канадскую хоккейную лигу (CHL).

## История
Франшиза «Шикутими Сагенинс» начала играть с сезона 1973–74. Название команды «Сагенинс» буквально означает «Люди из Сагенея».
Команда становилась победителем регулярного сезона 1990–91, и дважды выигрывала чемпионат QMJHL в 1991 и 1994 годах.

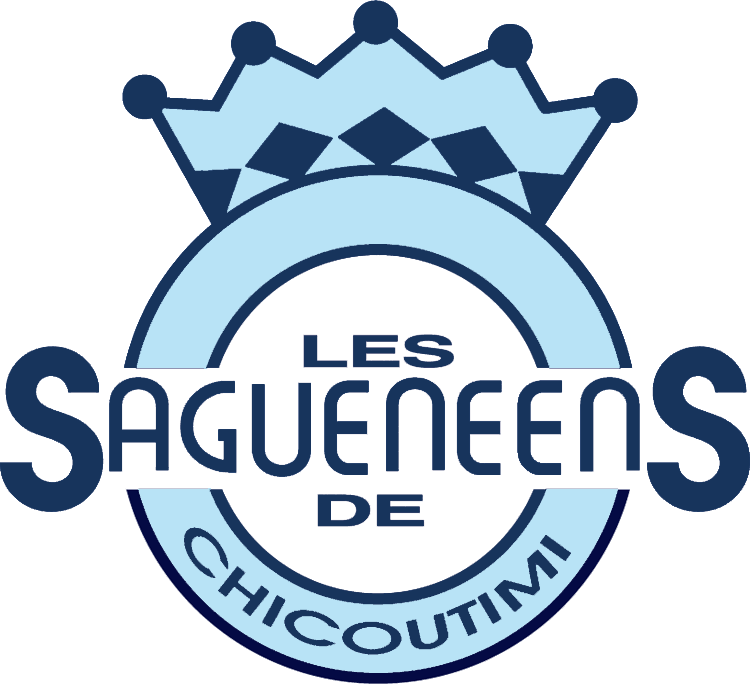
Логотип команды с 1982 по 1999 год